# Blair Redford
David Blair Redford (* 27. Juli 1983 in Atlanta, Georgia) ist ein US-amerikanischer Schauspieler.

## Leben
Redford wurde 1983 in Atlanta, Georgia geboren und wuchs in einem Vorort von Canton, Georgia auf. Er besuchte die Sequoyah High School. Er ist ein begeisterter und erfolgreicher Tennisspieler und lehnte nach dem Abitur ein Stipendium ab, um schauspielern zu können.
Seine Karriere begann er als Model. Im Juli 2005 bekam er die Rolle des Scott „Scotty“ Grainger, Jr. in der Seifenoper Schatten der Leidenschaft. Er spielte die Rolle bis Februar 2006. Danach folgten Gastauftritte in verschiedenen Serien, bevor er von 2007 bis 2008 in der Seifenoper Passions die Rolle des Miguel Lopez-Fitzgerald spielte.
Im Jahr 2010 bekam er in der Pilotfolge der The-CW-Serie Betwixt eine Hauptrolle an der Seite von Josh Henderson, Austin Butler und David Gallagher, jedoch wurde daraus keine Serie. Noch im selben Jahr bekam er die Rolle des zwielichtigen Oscar in der Jugendserie 90210.
2011 bekam er eine Hauptrolle in der ABC-Family-Serie The Lying Game als Ethan Whitehorse, die am 15. August 2011 Premiere feierte. Zuvor spielte er eine Nebenrolle in der Serie Switched at Birth als Ty, die ebenfalls auf ABC Family läuft. Nachdem The Lying Game eingestellt worden war, kehrte er zu Switched at Birth zurück. Seit Herbst 2013 ist er in der Nebenrolle des Zach in Beauty and the Beast zu sehen.

## Filmografie (Auswahl)
- 2005–2006: Schatten der Leidenschaft (The Young and the Restless) (Fernsehserie, 39 Episoden)
- 2006: The Other Side
- 2006: Voodoo Man (Fernsehfilm)
- 2007: October Road (Fernsehserie, Episode 1x03)
- 2007–2008: Passions (Fernsehserie, 44 Episoden)
- 2008: Der Tag, an dem die Erde stillstand (The Day the Earth Stood Still)
- 2009: CSI Miami (Fernsehserie, Episode 8x03)
- 2010: 90210 (Fernsehserie, 10 Episoden)
- 2010: Burlesque
- 2011, 2013: Switched at Birth (Fernsehserie, 16 Episoden)
- 2011–2013: The Lying Game (Fernsehserie, 30 Episoden)
- 2013: Beauty and the Beast (Fernsehserie, Episode 2x05)
- 2014–2015: Satisfaction (Fernsehserie, 19 Episoden)
- 2017–2019: The Gifted (Fernsehserie 29 Folgen)
- 2020: Goy

Videospiele
- 2013: Beyond: Two Souls, als Jay